# Anton von Haimberger
Anton Haimberger, ab 1856 Freiherr von Haimberger (* 3. Mai 1795 in Seitenstetten; † 5. August 1865 in Graz), war ein österreichischer Rechtswissenschaftler, Richter und Hochschullehrer.

## Leben
Haimberger absolvierte seine ersten Studien am Stift Seitenstetten. 1813/1814 wechselte er an die Universität Wien, an der er Philosophie und Rechtswissenschaft studierte und zu einem Lieblingsschüler von Thomas Dolliner aufstieg. In Wien wurde er 1819 zum Doktor der Rechte promoviert. 1821 wurde er zum Professor des Römischen Rechts und Kirchenrechts an der Universität Lemberg berufen. Dort wirkte er 20 Jahre lang, wobei er über sieben Jahre das Amt des Dekans der Juridischen Fakultät innehatte.
Haimberger wurde außerdem als Richter tätig. Er wirkte ab 1839 beim galizischen Landrechte, anschließend ab 1841 als Rat beim galizischen Appellationsgericht und schließlich ab dem 6. März 1847 als Hofrat am Obersten Gerichtshof in Wien. Am 22. Jänner 1852 wurde er in den Reichsrat berufen und wirkte in dieser Funktion an der Justizreform mit. Dieses Amt hatte er bis zum 12. März 1861 inne.
Haimbergers vierbändiges Werk zum römischen Recht war über mehrere Jahrzehnte als Lehrbuch an allen österreichischen Hochschulen vorgeschrieben. Ebenso fand es lange Zeit an den meisten italienischen Universitäten Verwendung. Es galt als gute Einführung in das römische Recht. 

## Ehrungen
- 22. April 1854 Kommandeurkreuz des Österreichisch-kaiserlichen Leopold-Ordens
- 18. Oktober 1856 Erhebung in den Freiherrenstand
- 12. März 1861 Großkreuz des Franz-Joseph-Orden
- 1861 k.k. Wirklicher Geheimer Rat

## Werke (Auswahl)
- Ueber den Zehent von Galizien. In: Zeitschrift für österreichische Rechtsgelehrsamkeit 1826, II, S. 223–241.
- Ueber die Ungiltigerklärung der Ordensprofess. In: Zeitschrift für österreichische Rechtsgelehrsamkeit 1827, I, S. 322–330.
- Jus romanum privatum idque purum secundum fontes et interpretationes optimorum jurisperitorum, 4 Bände, Kuhn & Millikowski, Lemberg 1830.
  - Reines römisches Privatrecht nach den Quellen und Auslegungen der vorzüglichsten Rechtsgelehrten dargestellt, 4 Bände, Schulbücher Verschleiß-Administration, Wien 1835.
  - Il diritto romano privato e puro, Bazzarini, Venedig 1839.
- Ueber die Wirkungen der letzten Willenserklärungen der Ordensmitglieder vor Ablegung der feierlichen Gelübde nach dem gemeinen und dem österreichischen Kirchenrechte. In: Zeitschrift für österreichische Rechtsgelehrsamkeit 1835, II, S. 53–64.
- Bemerkungen über das Verhältniss der österreichischen Rechte zu dem römischen Rechte. In: Zeitschrift für österreichische Rechtsgelehrsamkeit 1837, I, S. 179–186.